# ارتش فرعون
ارتش فرعون (به انگلیسی: Pharaoh's Army) فیلمی محصول سال ۱۹۹۵ و به کارگردانی رابی هنسون است. در این فیلم بازیگرانی همچون کریس کوپر، پاتریشا کلارکسون و کریس کریستوفرسون ایفای نقش کرده‌اند.